# Lars and the Real Girl
Lars and the Real Girl (bra: A Garota Ideal; prt: Lars e o Verdadeiro Amor) é um filme de 2007, escrito por Nancy Oliver e dirigido por Craig Gillespie, com Ryan Gosling no papel principal, como Lars, e Emily Mortimer, Paul Schneider  e Kelli Garner. O filme segue Lars (Gosling), um jovem de bom coração, mas com problemas mentais, que desenvolve um relacionamento romântico, mas não sexual, com uma boneca sexual anatomicamente correta.

## Elenco
- Ryan Gosling como Lars Lindstrom
- Emily Mortimer como Karin Lindstrom
- Paul Schneider como Gus Lindstrom
- Kelli Garner como Margot
- R. D. Reid como Reverendo Bock
- Nancy Beatty como Sra. Gruner
- Doug Lennox como Sr. Hofstedtler
- Joe Bostick como Sr. Shaw
- Liz Gordon como Sra. Schindler
- Nicky Guadagni como Sra. Petersen
- Patricia Clarkson como Dagmar

## Produção
Na história real de Lars and the Real Girl, um recurso especial sobre o lançamento do DVD do filme, o roteirista Nancy Oliver revelou que a inspiração para seu roteiro foi um site real, o RealDoll.com, que aparece com destaque no filme.
O filme, situado no estado americano de Wisconsin, foi produzido com de 12 milhões  de dólares de orçamento, em Alton, Elora, King Township, Toronto, Uxbridge, e Whitevale, todos os quais estão localizados na província canadense de Ontário.

## Lançamento
O filme estreou no Festival Internacional de Cinema de Toronto em setembro de 2007 antes de ir para lançamento limitado nos Estados Unidos em 12 de outubro de 2007. Foi apresentado inicialmente em sete telas em New York City, New York e Los Angeles, Califórnia, e registrou $ 90,418 em sua primeira semana. Mis tarde foi expandido para 321 salas e permaneceu na liberação de 147 dias, ganhando $ 5972884 $ 5320639 no mercado interno e em mercados estrangeiros, num total de bilheteria mundial de $ 11293523.
O filme também foi apresentado no Festival de Cinema de Austin, no Heartland Film Festival, no Torino Film Festival, no Glasgow Film Festival e Las Palmas de Gran Canaria International Film Festival.

## Recepção
Lars and the Real Girl recebeu críticas geralmente favoráveis dos críticos, com o desempenho de Gosling sendo universalmente aclamado.
No agregador de críticas Rotten Tomatoes, o filme tem uma pontuação de 81%, com base em 138 comentários dos críticos. O consenso crítico do site afirma, "Lars and the Real Girl poderia facilmente ter sido um filme de uma piada. Mas o elenco talentoso, um ótimo roteiro e direção nunca condescendem com seu personagem ou o público." No Metacritic, o filme tem uma pontuação média de 70 em 100, com base em 32 críticas.